# George Stadel
George Henry Stadel (St. Louis, 21 settembre 1881 – Stamford, 13 novembre 1952) è stato un tennista statunitense.

## Carriera
Disputò i tornei di singolare e doppio di tennis ai Giochi olimpici di Saint Louis 1904. Nel torneo singolare fu sconfitto al primo turno mentre nel torneo di doppio, assieme a Fred Semple, fu sconfitto agli ottavi.